# 현대 F엔진
현대 F엔진은 현대자동차의 중소형 상용차용 디젤 엔진이다.

## 특징
F엔진은 2007년 10월, 현대차 전주공장에서 G엔진, H엔진과 함께 공개되었다. 최고출력 170마력, 최대토크 62.0kg·m의 동력 성능을 발휘하며, 유로6 기준을 충족한다.

## 적용 차량

### 시판
| 외관 | 차명                  |
| ---- | --------------------- |
|      | 현대 마이티 WQ        |
|      | 현대 카운티 뉴 브리즈 |

### 단종
| 외관 | 차명           |
| ---- | -------------- |
|      | 현대 뉴 카운티 |